# Hechtia nuusaviorum
Espèce
Classification phylogénétique
Hechtia nuusaviorum  est une espèce de plantes de la famille des Bromeliaceae, endémique du Mexique.

## Systématique et distribution
Hechtia nuusaviorum  tire son nom d’espèce d'une ancienne communauté indigène Mixtèque des Nuu Savi (ñuu savi), connue comme «le peuple des nuages»  . Cette Broméliacée naine, très rare et assez inhabituelle, est originaire uniquement de l’état d'Oaxaca, au Mexique , et plus particulièrement du district  de Tlaxiaco. Elle affectionne les sols rocheux, dans des forêts de chênes et de pins, à des altitudes comprises entre 1.700 et 1.900 m. Elle pousse des feuilles légèrement succulentes, larges, vert citron, armées d'épines le long des marges et ses inflorescences dressées ont des fleurs rose blanchâtre.  